# مات روبنسون (لاعب كرة قدم أمريكية)
مات روبنسون (بالإنجليزية: Matt Robinson)‏ هو لاعب كرة قدم أمريكية أمريكي، ولد في 28 يونيو 1955 في فارمنغتون في الولايات المتحدة.

## وصلات خارجية
- مات روبنسون على موقع مرجع كرة القدم المحترفة.كوم (الإنجليزية)
- مات روبنسون على موقع كلية كرة القدم في سبورتس رفرنس.كوم (الإنجليزية)